# Aziz Acharki
Bel-Aziz Acharki (* 27. März 1972 in Nador, Marokko) war von 2017 bis Ende 2018 Nationaltrainer des Saudi-Arabian Olympic Teams und war von 2010 bis 2016 deutscher Taekwondo-Bundestrainer. Er ist in Nador geboren und ist marokkanischer Herkunft.
Er war 1995 Weltmeister (bis 70 kg), 2001 und 2002 Militärweltmeister, 1996 und 1999 Vizemilitärweltmeister und zweifacher Europameister 1996 und 2000. Zudem hat er sehr erfolgreich an mehreren nationalen und internationalen Wettkämpfen teilgenommen und war 2000 Fünftplatzierter bei den Olympischen Spielen in Sydney.

## Leben
Acharki begann im 1. Godesberger Judo Club mit 11 Jahren unter der Leitung von Thomas Fabula Taekwondo zu praktizieren. Er war mehrere Jahre Mitglied des DTU-Nationalteams und langjähriger Kapitän der deutschen TKD Nationalmannschaft. Nach seiner Berufsausbildung errang Acharki als deutscher Sportsoldat der Sportkompanie Sonthofen seine größten Erfolge. Von 1996 bis 2002 kämpfte er für den sauerländischen Taekwondo Verein KDK Attendorn unter der Leitung und Betreuung von Antonio Barbarino. Nach Beendigung seiner aktiven Wettkampfzeit war er NWTU-Landestrainer. Von 2002 bis 2005 war Acharki Landestrainer mit speziellen Aufgabenstellungen in NRW. Von 1996 bis 2004 war er Aktivensprecher der Deutschen Taekwondo Union im DSB (heute DOSB). Nach der Olympiade in Sydney gründete er 2000 den Verein OTC-Bonn e.V., „Olympic Taekwondo Club Bonn“, der heute ein Landesleistungsstützpunkt für Taekwondo und als Leistungszentrum zum Olympiastützpunkt Rheinland gehört. Acharki war mehrere Jahre Funktionstrainer auf Bundesebene im DTU-Leistungssportteam und war ab 1. Januar 2013 bis Ende 2016 in der Funktion als hauptamtlicher Bundestrainer Herren für den Olympischen Leistungssport verantwortlich tätig.
Acharki ist verheiratet, hat zwei Söhne und zwei Töchter. Er ist Träger des 4. Dan (WTF-Taekwondo).

## Erfolge als Sportler
Als aktiver Wettkämpfer errang Acharki seit Ende der 1980er Jahre mehrere Titel auf internationaler Ebene, u. a.
- 5. Platz im Federgewicht (bis 68 kg) bei den Olympischen Spielen 2000 in Sydney[4]
- Weltmeister (bis 70 kg) 1995 in Manila / Philippinen
- Bronze-Medaille (bis 70 kg) bei der Weltmeisterschaft 1993 in New York / USA
- zweifacher Militärweltmeister (bis 78 kg) (CISM) 2001 in Woensdrecht / Niederlande und 2002 in Fort Hood / USA[5]
- zweifacher Europameister im Mittelgewicht (bis 72 kg) 1996 in Helsinki und 2000 in Patras
- mehrfacher Deutscher Meister und Sieger internationaler Turniere auf europäischer und Welt-Ebene

## Erfolge als Trainer
Acharki war ab 2002 NRW-Landestrainer und ab 2008 trainierte er im Landesleistungsstützpunkt in Bonn mehrere Nationalkader-Athleten. Ab 2008 war Acharki Funktionstrainer auf Bundesebene und ab 2013 war er DTU-Bundestrainer der Herren:
- Mohammed Alsowaiq 1. Platz Kadetten-Weltmeisterschaft 2017 in Scharm asch-Schaich / Ägypten
- Tahir Gülec 3. Platz Weltmeisterschaft 2015 in Tscheljabinsk / Russland
- Volker Wodzich Grand Prix Sieger 2014 in Manchester / England
- Tahir Gülec 3. Platz Grand Prix 2014 in Manchester / England
- Ibrahim Ahmadsei 1. Platz Studenten-EM 2013 in Moskau / Russland
- Tahir Gülec Weltmeister 2013 in Puebla / Mexiko
- Isabella Nerger 1. Platz Luxembourg Open 2013
- Dennis Kim 1. Platz Belgian Open 2013 in Gent / Belgien
- Miriam Koppe 1. Platz Croatia Open 2012 in Zagreb
- Katrin Koppe 1. Platz British Open 2011 in Manchester
- Mokdad Ounis EM-Bronze 2010 in Sankt Petersburg / Russland
- Abdallah Ounis 1. Platz Lausanne Open 2010 in der Schweiz
- Mokdad Ounis WM-Bronze 2009 in Kopenhagen / Dänemark
- Ibrahim Ahmadsei Deutscher Meister Senioren 2012
- Ahmed Bayram Deutscher Juniorenmeister 2009
- Michael Rein 1. Platz German Open 2008
- Ayoub Botrahi Deutscher Juniorenmeister 2008
- Evelyn Cyrus 1. Platz DEM-Jugend 2004 in Neuss
- Mohamed Azhamriue WM-Viertelfinale 2003 in Garmisch-Partenkirchen

## Ehrungen
Im Rahmen seiner Aufgaben als Trainer und Funktionär wurden Acharki folgende Ehrungen zu Teil:
- Neu geschaffener Ehrenpreis Bonner Sport 2009 durch OB Jürgen Nimptsch[6]
- Überreichung der Sportplakette des Landes Nordrhein-Westfalen 2009 durch Innenminister Ingo Wolf[7], „Aziz Acharki hat sich in besonderer Weise als Trainer und Referent um die Entwicklung des Taekwondo-Sports ausgezeichnet. Er lebt die Werte des Sports und ist für die Jugend des Verbands ein Vorbild“, gemäß der Laudatio des Vertreters des Innenministeriums.
- 2003: Olympiabotschafter der Bewerbung Düsseldorf-Rhein-Ruhr für die Olympischen Spiele 2012
- Ehrennadel in Gold durch die DTU anlässlich des WM-Titels 1995
- Ehrennadel in Gold durch die NWTU anlässlich des WM-Titels 1995
- Verleihung der Sportplaketten in Gold, Silber und Bronze durch die Stadt Bonn